# Макс Фабиани
Макс Фабиани (Нова Горица, 29. април 1865 — Горица, 18. август 1962) био је италијански и словеначки архитекта и урбаниста.

## Биографија
Макс Фабиани рођен је у селу Штанел у Новој Горици и био је дванаесто од четранаесторо деце фурланског велепоседника Антонија Фабианија и тршћанске аристократкиње Шарлот вон Кофлер. Школовао се и провео детињство у Новој Горици. Како је рођен у мултиетичкој породици, одмалена је говорио италијански и немачки а у школи научио и словеначки језик. Након основне школе похађао је гимназију у Љубљани а након тога студије архитектуре на Technische Hochschule универзитету у Бечу у периоду од 1883/84.-1889. године.
Након завршетка универзитета заспослио се као асистент на Technische Hochschule универзитету у Грацу, где је радио у периоду од 1890— 1892. године. Након добивања стипендије провео је две године на студијским путовањима, на којима је обишао целу Европу и Малу Азију у периоду од 1892 до 1894. године. Након повратка у Беч запослио се у бироу архитекте Отоа Вагнера, у којем је радио на изградњи бечког метро од 1894 — 1896. године.
У периоду од 1896 — 1910. године радио је као асистент код професора Карла Конига на Technische Hochschule (Техничком универзитету) у Бечу, када је и докторирао као први дипломата на вискоградњи на истом факултету, 1902. године.
Од 1910 до 1917. године радио је као професор за орнаметику и унутрашњу архитектуру на Technische Hochschule универзитету, а пред сам крај Првог светског рата именован је за редовног архитекту на истом факултету. Фабиани је ипак напустио факултет 1918. године и из Беча одлази у Горицу у тадашњу Краљевину Италију, где је радио као шеф бироа за обнову Горице. На том месту је радио све до 1922. године, а након тога и у гимназији као професор историје уметности од 1924. до 1927. године. Поред посла у школи бавио се и друштвеним радом, као секретар горичког друштва инжењера и архитеката у периоду од 1924. до 1925. године.
Преминуо је у Горици 18. августа 1962. године у 97. години живота.

## Каријера
Фабиани је од 1896 — 1917. године радио као самостални архитекта у Бечу, тад је направио своје најзначајније пројекте; потпуно у духу бечке сецесије Вилу Келнер (1896), Управну зграду за трговце намештаја Портоис и Фикс (1899 — 1901), зграду Артариа (1901 — 1902) и свој најславнији објекат, палату Ураниа (1909). Након љубљанског земљотреса 1895. године победио је на конкурсу за нову регулаторну основу града, тадашњег великог аустријског ауторитета за урбанизам - Камила Ситеа. На основу његова плана изграђен је данашњи историјски центар Љубљане. У Љубљани се спријатељио са тадашњим градоначелником Иваном Хрибаром, и пројектовао неколико већих објеката у Љубљани, а уз његову помоћ и зграде словенских Народних домова у Трсту и Горица|Горици.
Након Првог светског рата преселио се у Горицу, где је радио на обнови тешко страдалог града. Пред почетак Другог светског рата, потпуно се посветио уређењу родног села Штањела у Новој Горици где је подигао општински уред, основну школу, амбуланту, биоскоп и плесну дворану у Каса дел Фасцио.
У интервјуу за италијанску ревију Ла Назионе из 1966. године, Фабиани је изјавио да је пре Првог светског рата у његовом атељеу у Бечу радио Адолф Хитлер, којег је он отпустио због неталентованости и слабог залагања на послу.

## Награде и признања
Од стране Републике Италије, 10. фебруара 1951. године додељена му је Медаља за заслуге у култури у уметности. Тадашњи италијански председник Алчиде Де Гаспери предложио је Фабианија за доживотног сенатора, али је он то одбио због својих подмаклих година. Град Беч је 1984. године именовао једну улицу по њему.

## Најзначајнија дела
- Палата Младика (данас Министарство за унутрашње послове), Љубљана, 1896.
- Вила Келнер, Беч 1896.
- Кућа за одмор државних службеника (данас Медицински центар Опатија), 1896.
- Регулацион план Љубљане, 1898.
- Управна зграда Порторис и Фиџ, Беч, 1899. - 1901.
- Кућа Артариа, Беч, (1901. -1902)
- Зграда трговачке коморе Горица, Италија 1903.
- Народни дом и Хотел Балкан (Данас виша школа за језике) Трст, 1905.
- Кућа Бартоли - Трст, 1905.
- Палата Стабиле Трст, Италија 1906.
- Палата Ураниа, Беч, Аустрија 1909.
- Обнова црквице св. Германа Бриони, Хрватска, 1912.
- Обнова катедрале Горица, Италија 1919.
- Урбанистички план за Монфалконе, Италија 1919.
- Светиште ди Монте Санто, Горица, Италија 1919.
- Вила Бигот Горица, Италија 1921.
- Кућа Пелегрини Горица, Италија 1922.
- Кућа Фелбербаум Горица, Италија 1925.
- Регулациони план за Венецију, 1952.